# Червона зірка

Червона зірка

Червона зірка (★) — ідеологічний та релігійний символ, різновид п'ятипроменевої зірки, який використовувався як державна емблема, геральдичний знак на прапорах, гербах, нагородах, також як орнамент, логотип тощо.

## Червона зірка як символкомунізму
Вперше червона зірка у Радянській Росії виникла як військова емблема у 1918 році, для червоноармійців, з метою відрізняти солдатів Червоної армії від солдатів інших армій та дезертирів з фронтів Першої світової війни, яких в ті часи було дуже багато у всіх куточках Росії. 2 березня 1918 року був підписаний наказ Надзвичайного штабу по МВО № 240, в пункті 8 якого було написано: «Встановлюється відзнака солдатів нової армії при збереженні старої форми одягу — кокарда нового зразку — в формі п'ятипроменевої зірки та зображенням плугу та молоту (золотим в її центрі)». 19 квітня 1918 року у газеті Правда з'явилася стаття про затвердження зірки як нагрудного знаку для червоноармійців. Червона (марсова) зірка символізувала революційну боротьбу трудящих за визволення від голоду, війни та рабства.
На державному прапорі та гербі СРСР зображення червоної зірки було затверджено у 1923 році на сесіях ЦВК СРСР, а у 1924 році такий вигляд прапора та герба був закріплений у Конституції СРСР. Пізніше червона зірка з'явилась на прапорах та гербах інших радянських республік.

Червона зірка Червоної армії, 1918
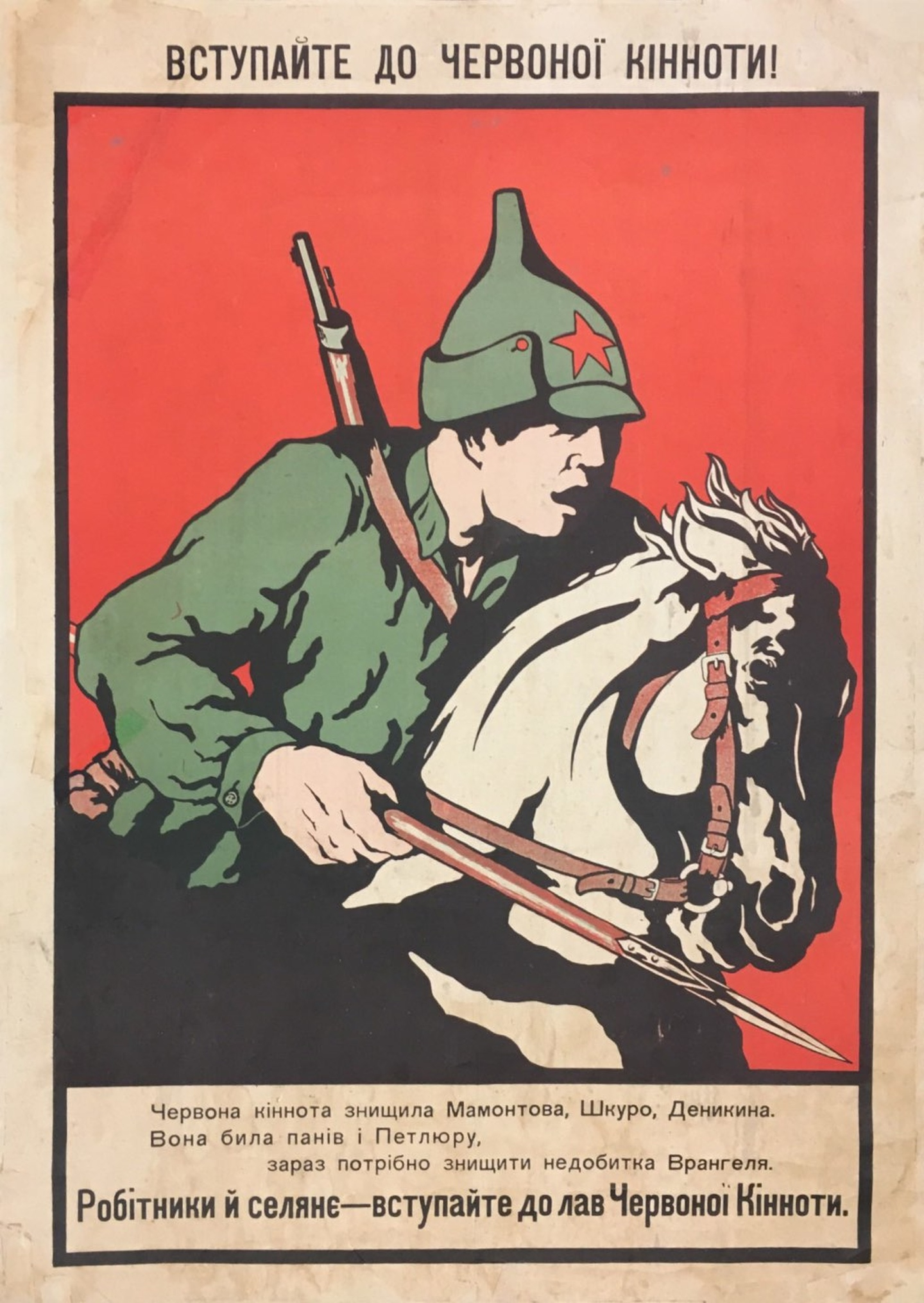
Плакат червоної кінноти, 1920
Герб СРСР (1923)
Прапор СРСР

## Червона зірка на нагородах
Нагороди у вигляді червоної зірки існували ще принаймні з ХІХ сторіччя, зокрема орден Османської Імперії. Після вступу Османської імперії у першу світові війну була започаткована нагорода «Галіполійська зірка» за військові звитяги у боях проти країн Антанти. У СРСР 6 квітня 1930 року був започаткований орден Червоної Зірки, яким нагороджували за великі заслуги у справі оборони СРСР як у воєнний так і у мирний час. Вищий військовий орден СРСР — орден «Перемога», а також Орден Вітчизняної війни мали вигляд червоної зірки з білими або золотими променями. При цьому червону зірку ордену «Перемога» виготовляли з рубінів. Багато інших нагород СРСР несли на собі зображення зірки червоного кольору.

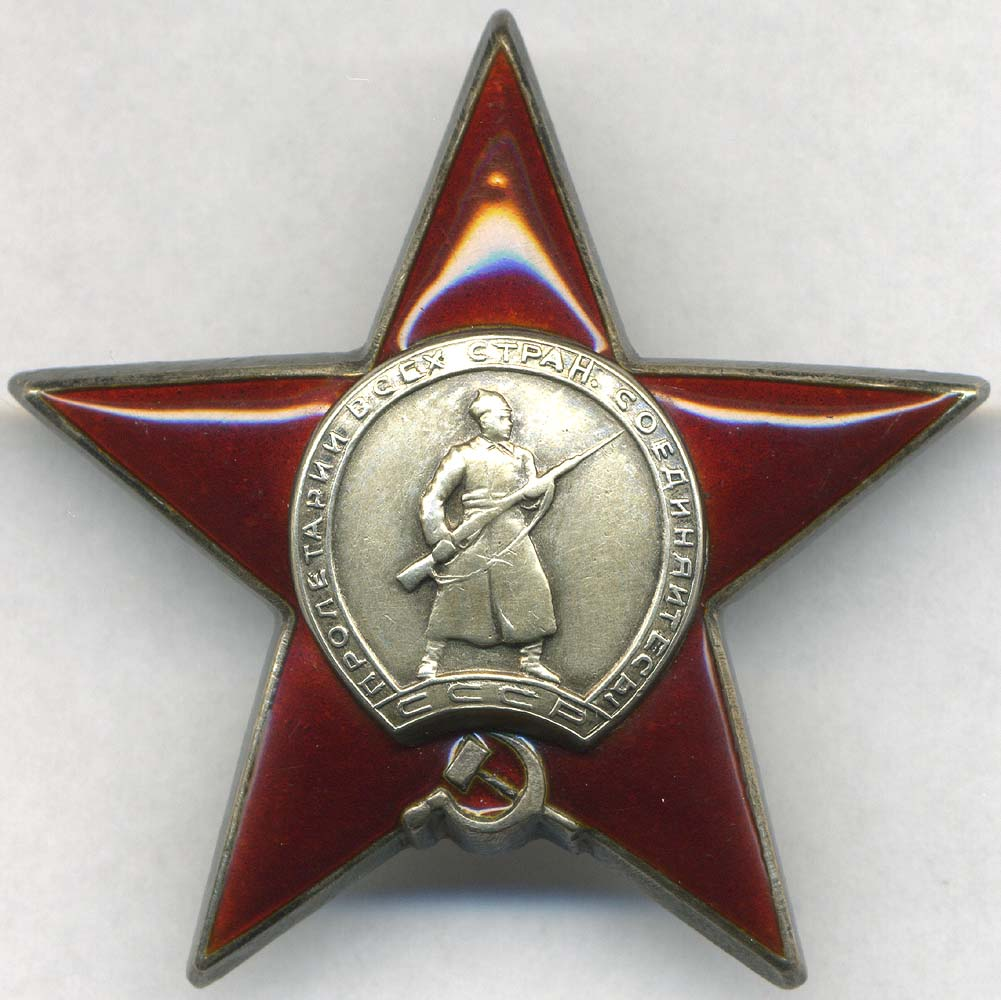
Орден Червоної Зірки, 1930
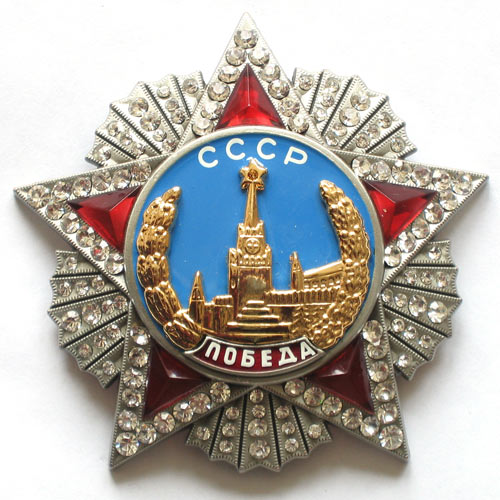
орден «Перемога», 1943
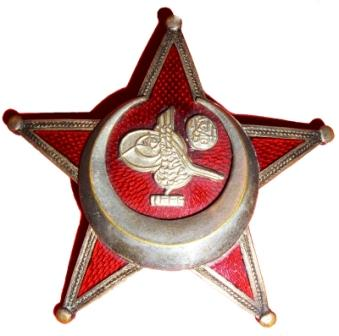
Галіполійська зірка, Туреччина, 1915 рік
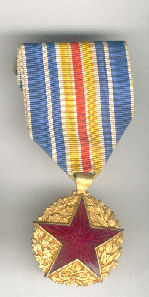
Медаль «Зірка», (за поранення), Франція, 1915 рік
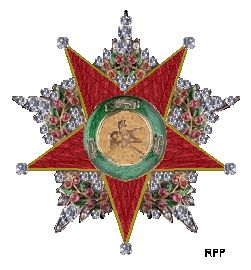
Орден Османської Імперії, 1878 рік
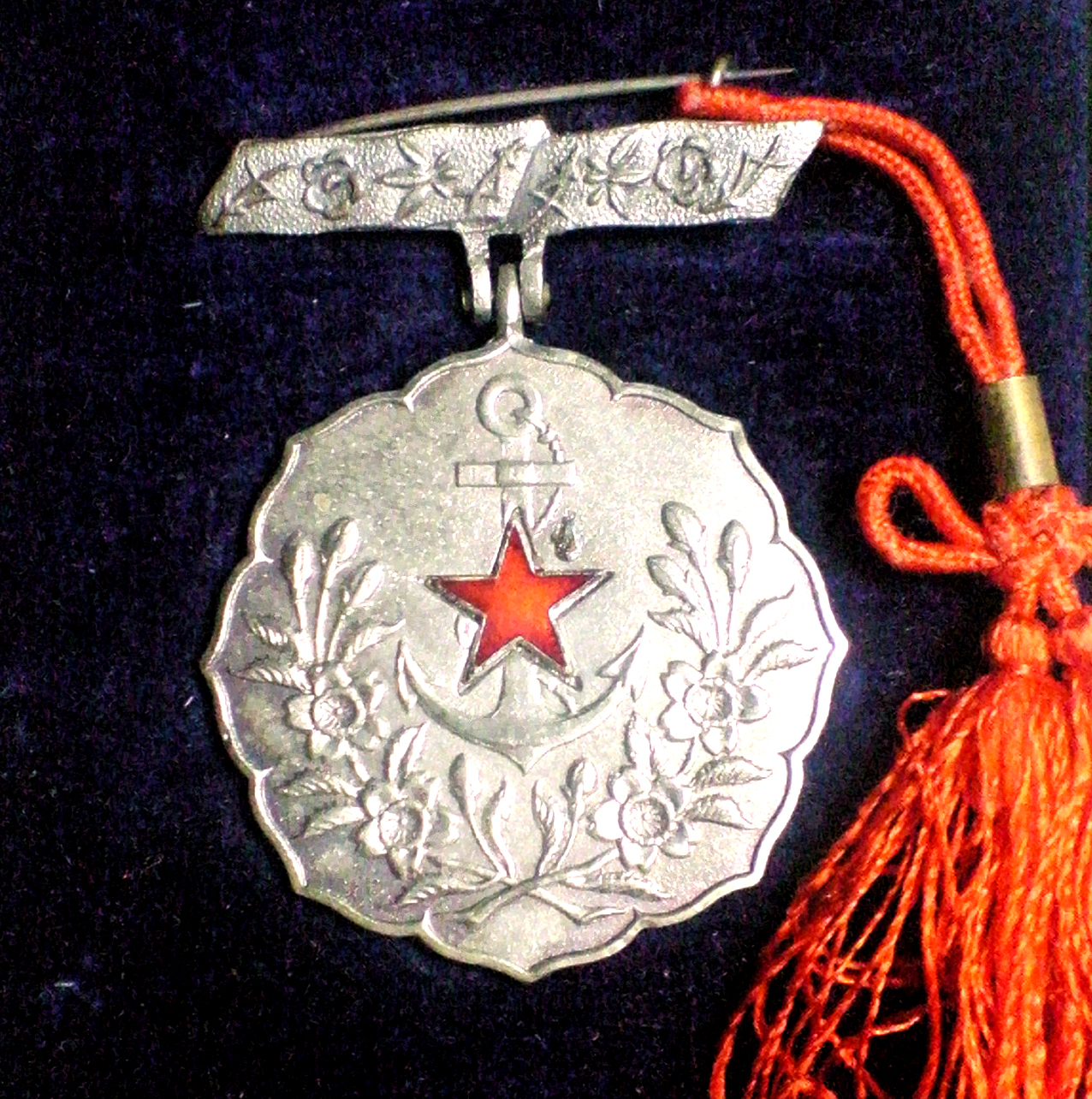
Нагорода «Жіночого патріотичного товариства», Японія

## Червона зірка у сучасності
У сучасності червона зірка є досить розповсюдженою емблемою, як наслідування з радянських часів вона присутня на прапорі Збройних сил Російської Федерації, на емблемах Збройних сил Республіки Білорусь та Збройних сил Республіки Казахстан. Як символ комунізму зірка є на емблемі та прапорі НВАК Китаю. Крім того вона присутня на багатьох гербах країн та закордонних міст, на деяких прапорах країн. Червона зірка разом з червоним півмісяцем (зірка з півмісяцем є символами ісламу) присутня на прапорах кількох країн, де основною релігією є іслам.

Прапор Нової Зеландії (1902–наш час)
Прапор Алжиру (1962–наш час)
Прапор Тунісу (1999–наш час)
Прапор Каліфорнії (1953–наш час)

## Червона зірка на логотипах

Логотип Macy's мережі магазинів роздрібної торгівлі
Логотип Macy's Логотип пива Heineken N.V.

## Правовий статус
У деяких країнах (Латвія, Литва) червона зірка є символом тоталітаризму та радянської агресії та заборонена для використання. У Польщі та Естонії розглядалися законопроєкти, які б забороняли символи фашизму, комунізму та інші тоталітарні символи не уточнюючи їх. Але законопроєкти були відхилені як такі, що порушують свободу слова.